# سوزان ايرينز
سوزان ايرينز (بالهولندية: Suzan Erens)‏ (من مواليد 11 نوفمبر 1976 في هيرلين، هولندا) هي مغنية حفلات هولندية. تدربت تدريباً كلاسيكياً، تتضمن حفلاتها أعمال من الأوبرا والأوبريت وكذلك المسرح الموسيقي وأغاني البوب.، وقالت أنها قد جالت في جميع أنحاء العالم وسجلت عزفاً منفرداً على البيانو مع أندري ريو وأوركسترا يوهان شتراوس.